# Агії Анаргірі
Агії Анаргірі (грец. Άγιοι Ανάργυροι — Святі Ненайманці) — передмістя на північ від Афін, яке отримало назву на честь святих Кузьми та Дем'яна.
Через передмістя з півдня на північ проходить залізнична колія Афіни — Салоніки, будується станція метро.
Міська забудова в Агії Анаргірі розпочалася в 1920-тих. У передмісті є кілька шкіл, ліцеїв, гімназія, кілька церков, кілька банків, залізнична станція, спортивний центр, кілька кінотеатрів та поштових відділень.

## Динаміка населення
| Рік  | Населення |
| ---- | --------- |
| 1971 | 26,094    |
| 1981 | 30,320    |
| 1991 | 30,739    |
| 2001 | 32,957    |

## Міста-побратими
- Ополє,  Польща